# Famille Conen de Saint-Luc
La famille Conen de Saint-Luc est une famille éteinte de la noblesse française, originaire de Bretagne. C'est une branche de la famille Conen, vieille famille bretonne d'extraction chevaleresque (selon Pol Potier de Courcy).
Son nom a été relevé par la famille Chevallier-Chantepie d'où la famille Chevallier-Chantepie Conen de Saint Luc.[réf. nécessaire]

## Origines
Les ancêtres connus les plus anciens de cette famille sont Alain Conan, cité dans un acte de 1280 et Geffroy Conen, « alloué héréditaire du comté de Porhouët », cité dans un acte de 1283. Dès cette époque, « les seigneurs du nom de Conen tenaient rang parmi la première noblesse ». Un seigneur du nom de Conen participe au siège de Bécherel en 1373 et plusieurs autres seigneurs de Conen sont connus à la fin du XIVe siècle et au XVe siècle.
La filiation est établie à partir de Messire François Conen, chevalier, seigneur de Précréhant en Pordic, qui, aux alentours de 1500, est le deuxième époux de Périne Le Cardinal, fille de Guillaume Le Cardinal, seigneur de Kernier. Robert Conen, né peut-être en 1530, est lui aussi seigneur de Précréhant. Son fils François Conen (1560-14 avril 1623), son petit-fils Toussaint Conen, chevalier décédé le 5 novembre 1663, marié le 16 février 1631 avec Barbe Le Cardinal, et son arrière-petit-fils François (né le 3 septembre 1640) sont aussi seigneurs de Précréhant. Ce dernier, déjà dénommé François Conen de Saint-Luc, se marie le 19 août 1676 à Pordic avec Françoise-Louise Bobillé, dame de Compostal.
Plusieurs ancêtres furent représentants aux États de Bretagne et (ou) chevaliers de l'Ordre de Saint-Michel. L'un fut prévôt des maréchaux de Bretagne.
Une branche certainement alliée se dénomme Conen de Prépéan : elle remonte à Olivier Conen, époux de Marguerite Henry, au début du XVIe siècle, dont il est prouvé que le petit-fils Étienne Conen est né le 4 juillet 1576 à Pordic également et était marié avec Françoise de Chef du Bois[réf. à confirmer]. Un lointain descendant de cette branche est Louis Félix Conen de Prépean (1777-1837), auteur connu d'une méthode de sténographie.

## Filiation
Un Toussaint de Saint-Luc a écrit L'histoire de Conan Mériadec en 1664.
- François Conen de Saint-Luc, marié avec Françoise-Louise Bobillé, dame de Compostal.
  - Toussaint-Jacques Conen de Saint-Luc (né peut-être en 1679, décédé le 4 juillet 1759 à Rennes, paroisse Saint-Germain. Marié le 5 décembre 1718 à Rennes, paroisse Saint-Pierre-en-Saint-Georges, avec Jeanne Marie Péan, dame de la Rabinardière (née en 1695, décédée le 3 mai 1767 à Rennes, paroisse Saint-Germain.
    - Gilles René Conen de Saint-Luc (né le 18 septembre 1721 à Rennes, paroisse Saint-Georges, décédé guillotiné le 19 juillet 1794 à Paris). Conseiller, puis président à mortier du Parlement de Bretagne. Marié avec Françoise Marie du Bot (née le 17 juillet 1743 au château du Bot en Quimerch, décédée guillotinée le 19 juillet 1794 à Paris).
      - Victoire Conen de Saint-Luc (née le 21 janvier 1762 à Rennes, paroisse Saint-Germain, décédée guillotinée le 19 juillet 1794 à Paris). Religieuse au couvent des Dames de la Retraite à Quimper[9]; son procès de béatification a été ouvert en 1919 [10].
      - Angélique Marie Suzanne Conen de Saint-Luc, (née le 12 septembre 1762, paroisse Saint-Germain, à Rennes, décédée le 2 mai 1848 à Quimper), mariée le 12 avril 1784 à Quimerch avec Toussaint François Marie de Silguy (né peut-être en 1760).
        - Jean Marie François Xavier de Silguy ou Jean-Marie de Silguy (né le 24 avril 1785 au château du Bot en Quimerch, décédé le 10 novembre 1864 à Quimper), polytechnicien ("X 1804"), fut ingénieur des Ponts et Chaussées, dirigea notamment les travaux d'aménagement du canal de Nantes à Brest et de boisement des Landes de Gascogne et fut à l'origine de la création du Musée des beaux-arts de Quimper grâce à son legs de 1 200 peintures, 2 000 dessins et 12 000 gravures.

      - Félicité Marie Elisabeth Renée Conen de Saint-Luc (née le 6 mars 1764, paroisse Saint-Germain à Rennes, décédée en vendémiaire an XIII (1805), mariée le 16 novembre 1787 à Quimerch avec Jacques Louis Alexandre Emmanuel de Lantivy de Kervéno (né le 5 mai 1761 à Auray), officier des vaisseaux du roi, qui prit part par la suite, comme ses deux frères, aux guerres de la Chouannerie[11]. La dot de l'épouse fut de « 30 000 livres au denier vingt et le douaire stipulé de 2000 livres de rente ».
        - Gabriel Marie Jean Benoît de Lantivy, comte de Kerveno, né le 24 mars 1792 à Quimerch, marié successivement avec Marie Lefebvre de la Faluère, puis le 30 mai 1835 avec Suzanne Louise Edvise de Lancry.

      - Euphrasie (Euphrosine) Marie Françoise Jeanne Conen de Saint-Luc (née le 10 mai 1765 à Rennes, décédée le 28 novembre 1796), mariée le 1er décembre 1793 à Daoulas avec Guénolé le Saulx de Toulencoat, fut emprisonnée un temps à la prison de Carhaix en même temps que sa sœur Victoire et ses parents.
      - Ange Conen de Saint-Luc (né le 23 juillet 1767 à Rennes, commença une carrière militaire ; vers 1786, il est sous-lieutenant aux dragons de Deux-Ponts et se montre dans sa jeunesse favorable aux idées nouvelles du siècle des Lumières; la Révolution française le fait totalement changer d'idées et, après s'être réfugié un temps au château du Bot, il émigre en août 1791, participa au débarquement de Quiberon où il fut fait prisonnier, condamné à mort et fut fusillé le 31 juillet 1795 (13 thermidor an III) à Auray.
      - Athanase Marie Stanislas François de Sales Conen de Saint-Luc (né le 15 janvier 1769 à Rennes, décédé le 30 mai 1844 à Quimper, marié le 13 mai 1804 à Quimper avec Jeanne Rose de Plœuc (née le 16 janvier 1786 à Plobannalec, décédée le 30 décembre 1859 au château du Bot en Quimerch). Il fut élu député à cinq reprises et nommé préfet successivement dans six départements entre 1811 et 1830.
        - Fortuné Athanase Jean Marie Conen de Saint-Luc (né le 1er janvier 1808 au château du Bot en Quimerch, décédé le 27 octobre 1848 à Nantes) fut page des rois Louis XVIII et Charles X. Marié en 1837 au château de Guilguiffin[12] avec Rosalie d'Andigné de Mayneuf (née le 11 juillet 1814 à Angers, décédée le 27 avril 1899).
          - Gaston Emmanuel Marie Louis Conen de Saint-Luc, comte (né le 15 avril 1840 à Quimper, décédé le 20 novembre 1920 à Landudec, hérite en 1847 du château de Guilguiffin en Landudec, bien de famille de ses grands-parents maternels, les de Plœuc. Propriétaire exploitant agricole, président du comice agricole de Plogastel-Saint-Germain, conseiller général du Juraère, député du Finistère (1885-1889), conservateur-monarchiste. Marié en 1891 avec Marie-Emma Fuchs (née le 4 mai 1849 à Colmar, décédée en 1928), d'origine alsacienne, veuve de son frère Émile Marie Conen de Saint-Luc.
          - Marie Conen de Saint-Luc (née le 9 avril 1845, décédée le 3 décembre 1897 à Saint-Brieuc), mariée le 4 mai 1874 à Landudec avec Robert de Chamillard de la Suze (né le 19 avril 1836 à Nogent-le-Rotrou, décédé le 23 novembre 1898 à Saint-Jean-du-Bois (Sarthe), conseiller général de la Sarthe.

        - Hermine Conen de Saint-Luc (née le 1er novembre 1810 à Quimerch, décédée le 14 avril 1873 à Fossé (Loir-et-Cher); mariée en 1829 avec Erhard d'Irumberry de Salaberry (1804-1872).
        - Émile Marie Conen de Saint-Luc, vicomte (né en 1812, décédé le 10 octobre 1888 au château du Bot en Quimerch) est maire de Quimerch entre 1876 et 1888, marié en 1843 à Rennes avec Marie Aubrée de Kernaour et remarié (veuf) en 1872 à Rennes avec Marie-Emma Fuchs.
        - Henri Marie Conen de Saint-Luc, baron de Saint-Luc, (né le 15 août 1817 à Saint-Brieuc, décédé le 2 juillet 1866 à Château-Gontier), marié le 9 juillet 1850 au Lion-d'Angers avec Pauline-Marie Poullain de la Foresterie.

    - Toussaint Conen de Saint-Luc (né le 17 juillet 1734 à Rennes, décédé le 30 septembre 1790 à Quimper), fut abbé de l'abbaye de Langonnet, puis le dernier évêque de Cornouaille.

## Armoiries
Les armes de la famille Conen se blasonnent ainsi : Coupé d'or et d'argent, au lion de l'un en autre, armé, lampassé et couronné de gueules.

Devise : Qui est sot a son dam

Couronne : de marquis (courtoisie)

Supports : deux lions
Nous trouvons ce blasonnement sur la sépulture de Mgr Toussaint de Saint-Luc, sur le vitrail le représentant avec Vénérable Victoire de Saint-Luc et sur le portrait de Gilles Conen de Saint-Luc.
Il y a là non-respect de la règle de contrariété des couleurs : ces armes sont à enquerre. Il s'agit d'une brisure d'avec la famille Le Cardinal qui porte : Coupé de gueule et d'argent, au lion de l'un en autre.
L'Armorial général de France d'Hozier en donne un blasonnement inversé : D'argent coupé d'or, un lion l'un dans l'autre, armé, couronné et lampassé de gueule.

## Odonymie
- Rue Conen de Saint-Luc 29000 Quimper
- Rue Conen de Saint-Luc, Quimerch

## Personnalités
Plusieurs de ses membres ont joué un rôle important dans l'histoire de la Bretagne.
- Gilles Conen de Saint-Luc, est né le 18 septembre 1721 à Rennes, paroisse Saint-Georges, et décédé guillotiné le 19 juillet 1794 à Paris, Place de la nation, avec son épouse Françoise Marie du Bot, et sa fille Victoire Conen de Saint-Luc. Il fut conseiller, puis président à mortier du Parlement de Bretagne.
- Toussaint Conen de Saint-Luc, est un religieux français, né le 17 juillet 1734 à Rennes. Nommé abbé de l'abbaye de Langonnet en 1767, il devint le dernier évêque de Cornouaille de 1773 à 1790. Il mourut à Quimper le soir du 30 septembre 1790[14].
- Athanase Conen de Saint-Luc, né à Rennes le  15 janvier 1769 et décédé à Quimper le 30 mai 1844 fut à 5 reprises député entre 1815 et 1830 et à six reprises préfet entre 1811 et 1830.
- Victoire Conen de Saint-Luc, ou Marie-Marquise-Charlotte-Victoire-Émilie Conen de Saint-Luc, née le 27 janvier 1761 à Rennes et morte sur l'échafaud le 19 juillet 1794 à Paris en même temps que ses parents Gilles Conen de Saint-Luc et Françoise Marie du Bot, est une religieuse française et  bretonne dont le procès en béatification a été ouvert en 1919. Elle était religieuse au couvent des Dames de la retraite de Quimper.
- Gaston Conen de Saint-Luc, comte, né le 15 avril 1840 à Quimper, décédé le 20 novembre 1920 à Landudec (Finistère) fut propriétaire exploitant agricole, président du comice agricole de Plogastel-Saint-Germain, conseiller général du canton de Plogastel, député du Finistère de 1885 à 1889, conservateur-monarchiste, siégeant à l'Union des droites.

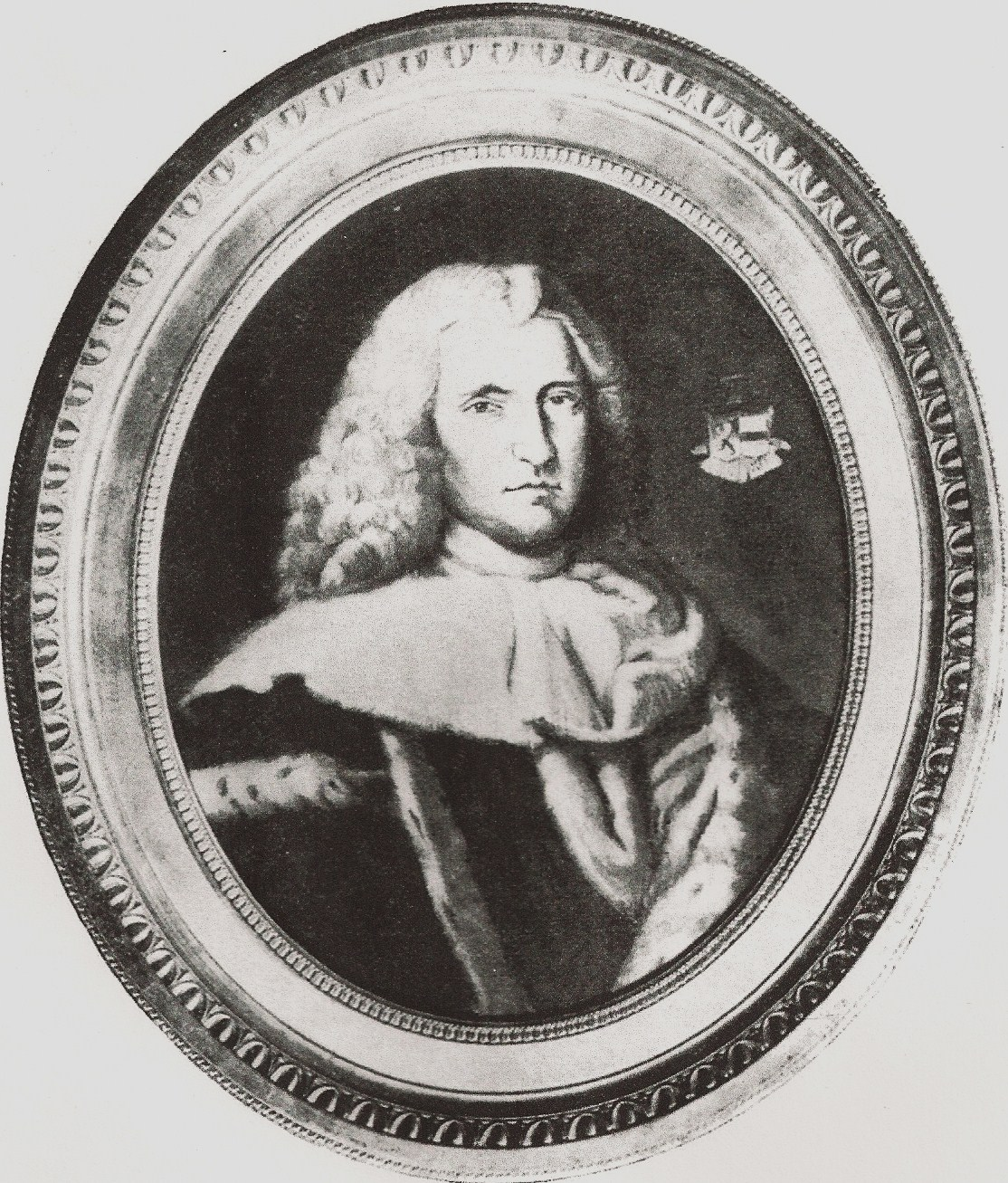
Gilles Conen de Saint-Luc
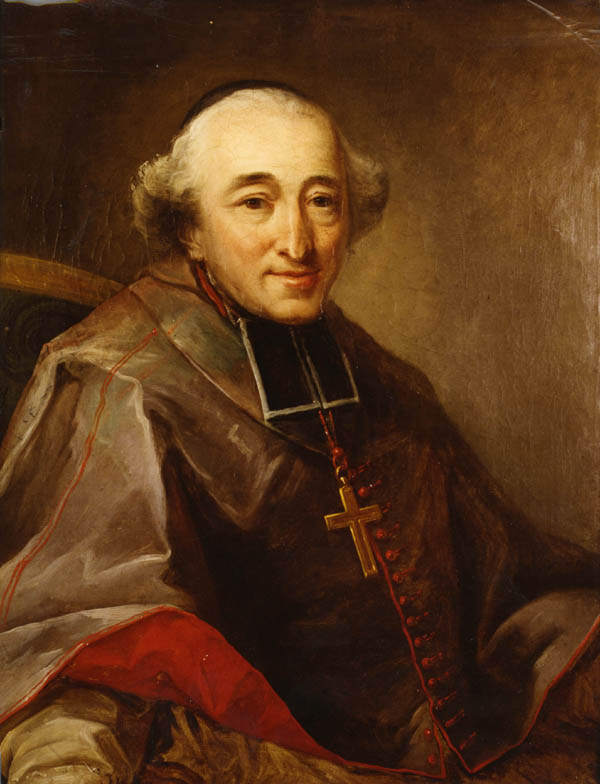
Toussaint Conen de Saint-Luc
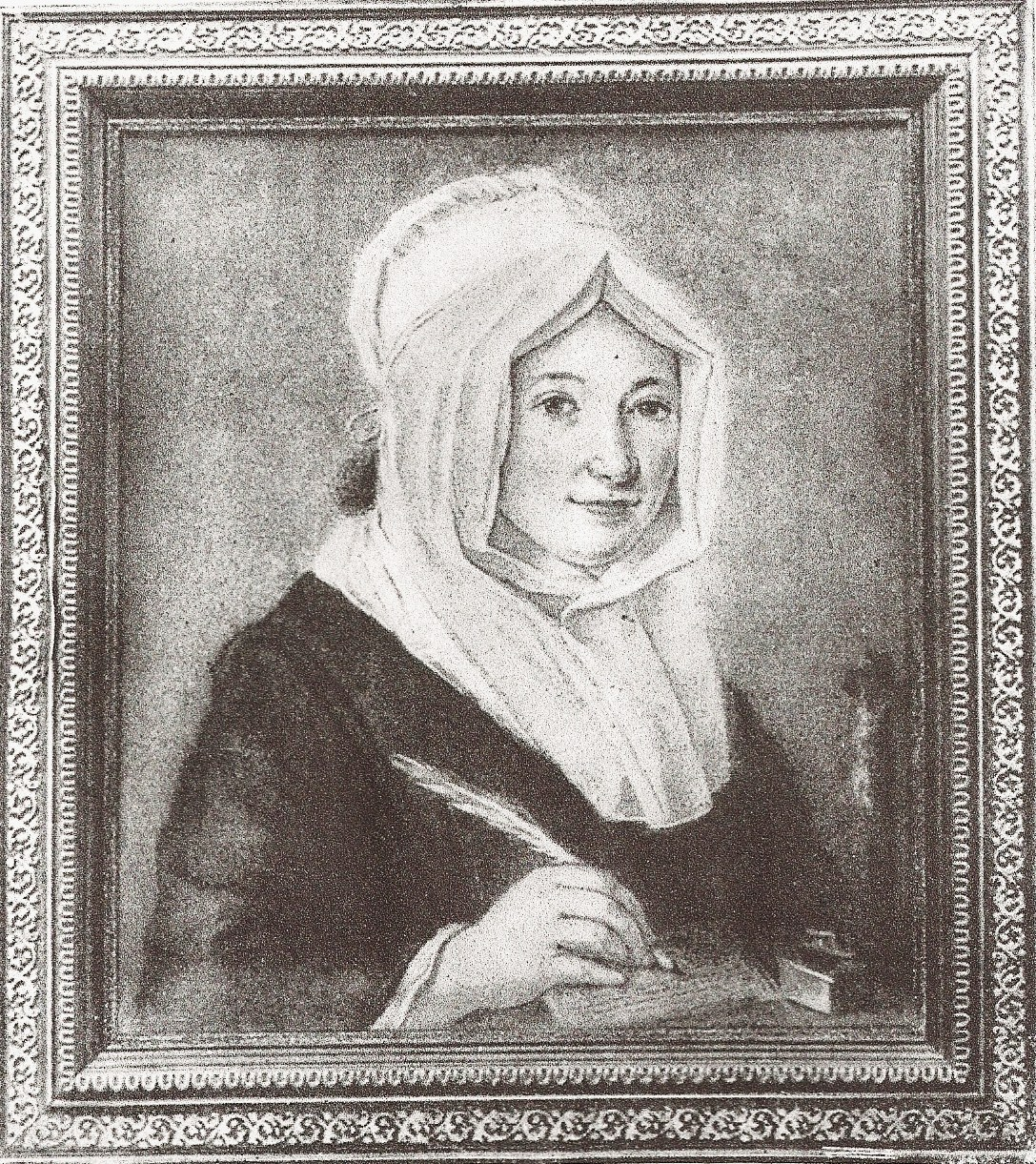
Victoire Conen de Saint-Luc
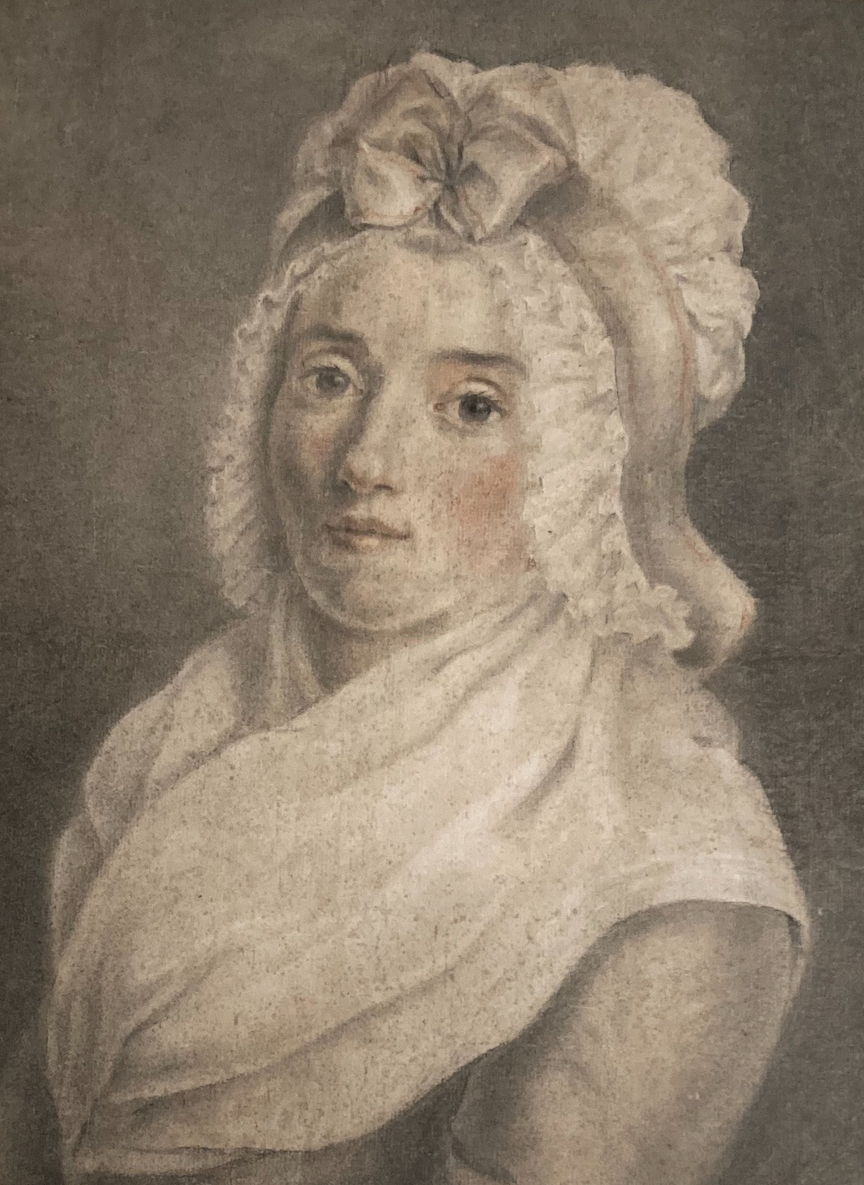
Euphrasie Conen de Saint-Luc

## Pour approfondir